# Gwarim-dong
Gwarim-dong (koreanska: 과림동) är en stadsdel i staden Siheung i provinsen Gyeonggi i Sydkorea, 19 km sydväst om huvudstaden Seoul.